# Vale Music

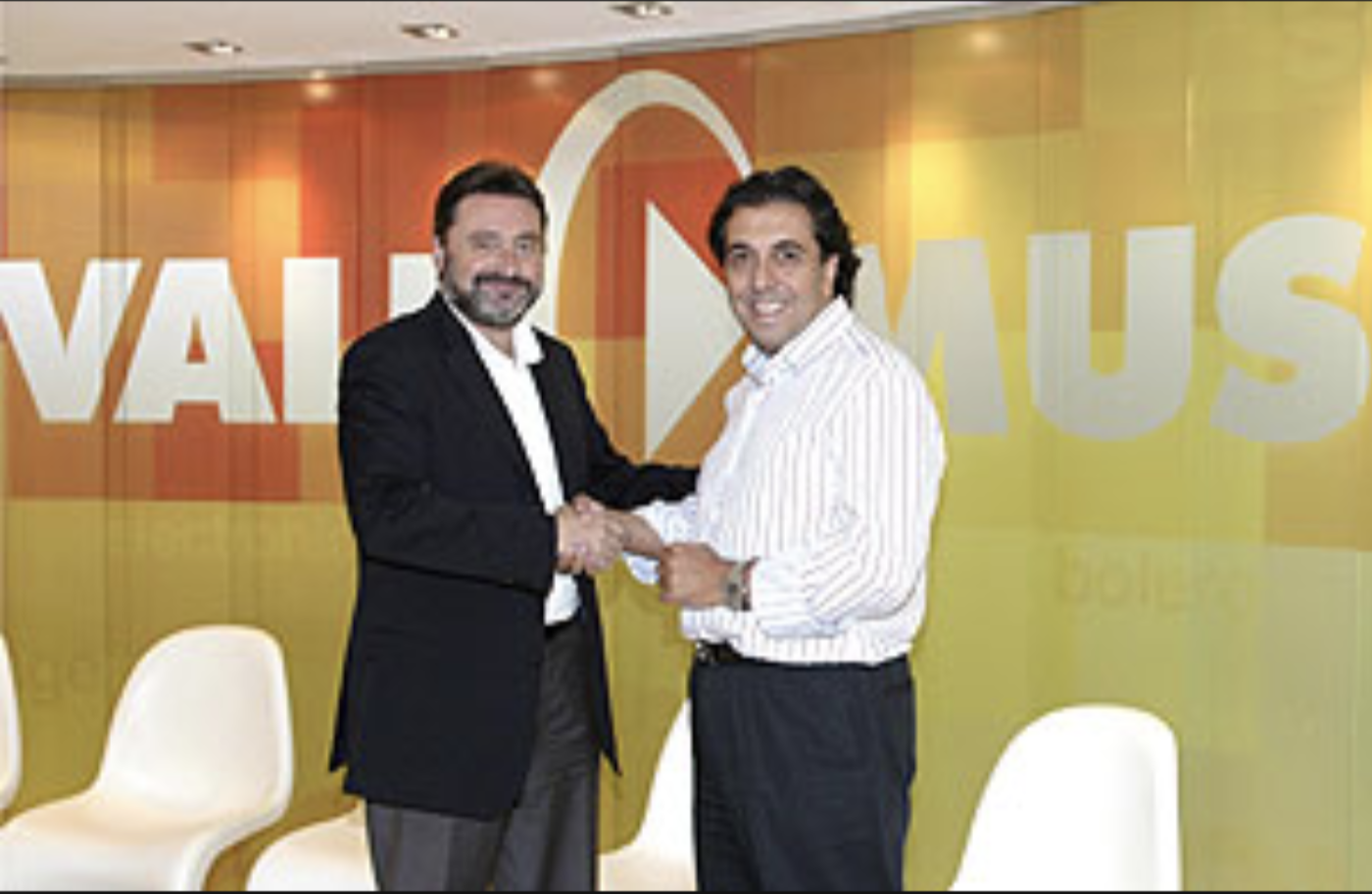
Ricardo Campoy, presidente di Vale Music, insieme a Jesús López, CEO di Universal Music Latino

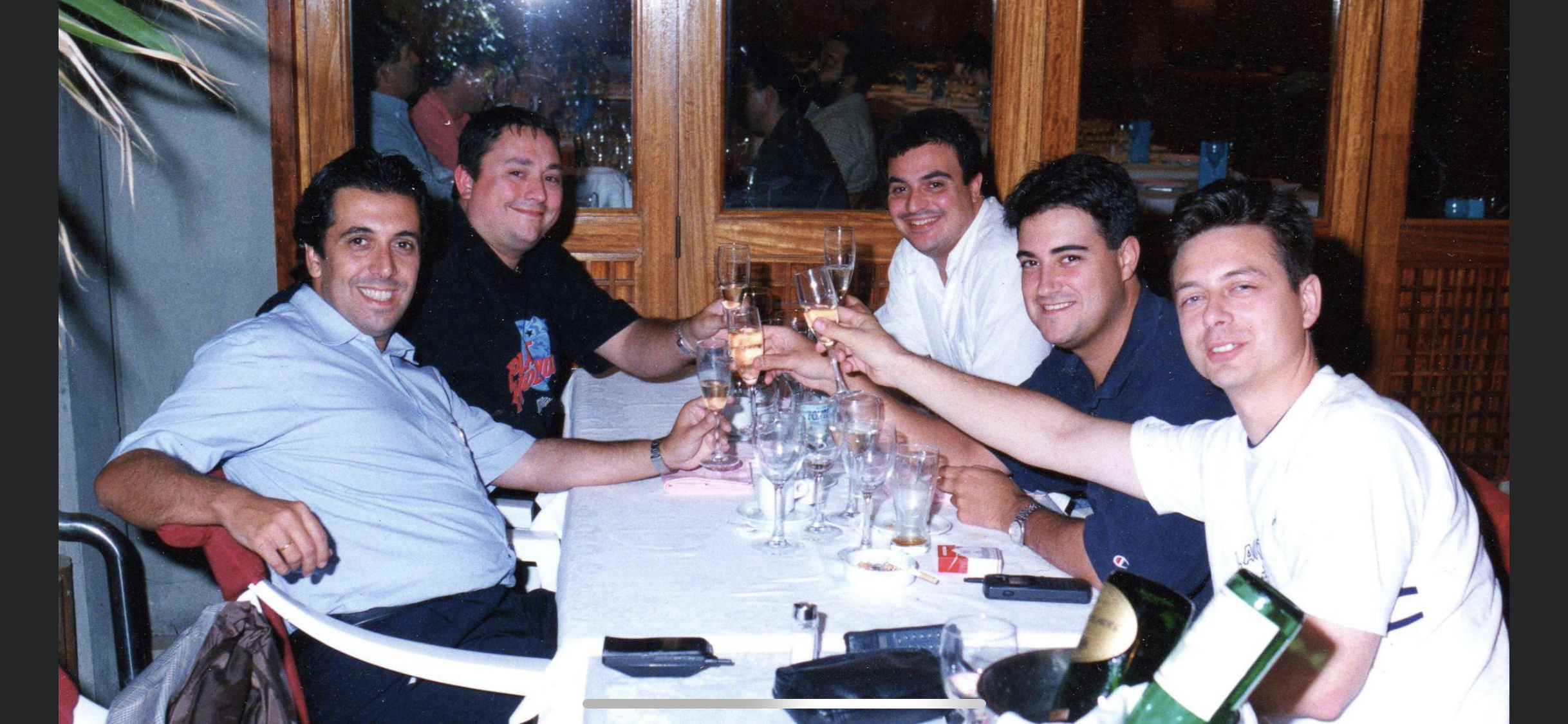
Ricardo Campoy insieme al suo team José María Castells, Andreu Ugas, Quique Tejada e Toni Peret

Vale Music era un'etichetta discografica spagnola fondata e diretta da Ricardo Campoy. Insieme a lui, José María Castells, Toni Peret, Quique Tejada, Andreu Ugas e Narcís Rebollo, provenivano dalla vecchia etichetta discografica di Campoy, Max Music.
Universal Music Group ha acquisito l'etichetta nel 2006, diventando così parte della più grande compagnia musicale del mondo.
Fu fondata alla fine del 1997 e la sua sede centrale era a Barcellona, Spagna. È diventata la più importante etichetta discografica in Spagna. L'azienda spagnola ha iniziato la sua attività specializzandosi in musica 'dance' e in compilation come 'Caribe', 'Disco Estrella', 'Todo Éxitos' o 'Superventas', oltre ad essere l'etichetta discografica di vari progetti come Crónicas marcianas, Gran Hermano e Operación Triunfo. È stata anche pioniera nell'introduzione del reggaeton in Spagna, utilizzando come mezzo di promozione alcuni dei programmi televisivi citati in precedenza e lanciando sul mercato la compilation 'El Disco De Reggaeton'.
Alcuni dei suoi artisti hanno avuto grande successo quando sono usciti dalla Spagna per conquistare nuovi mercati in altri paesi, come David Bisbal, David Bustamante, Manuel Carrasco e Juan Magán (America Latina, Europa, Stati Uniti, Asia) e in misura minore, Rosario Flores e María Isabel. Anche cantanti come Coyote Dax, Sonia y Selena, David Civera, King África e Merche sono stati successi nazionali.
Le pubblicazioni di Vale Music hanno generato vendite mondiali di oltre 15 milioni di dischi di artisti individuali e più di 7 milioni di compilation. Attualmente il suo repertorio e il roster di artisti sono integrati nell'etichetta Universal Music Group.

## Artisti di Vale Music
Questi sono alcuni degli artisti che hanno fatto parte di Vale Music:
- Ainhoa Arteta
- Batuka
- Beth
- David Bustamante
- Calle París
- Chenoa
- Coyote Dax
- David Bisbal
- David Civera
- Decai
- Gloria Trevi
- Inna
- José Luis Perales
- Natalia
- Juan Magan
- Kate Ryan
- King África
- Manu Tenorio
- Manuel Carrasco
- María Isabel
- Merche
- Nuria Fergó